# Biała (powiat pajęczański)
Biała (Biała Szlachecka) – wieś w Polsce położona w województwie łódzkim, w powiecie pajęczańskim, w gminie Rząśnia.
| SIMC    | Nazwa       | Rodzaj    |
| ------- | ----------- | --------- |
| 0550918 | Ameryka     | część wsi |
| 0550924 | Działy      | część wsi |
| 0550930 | Gołębiniec  | część wsi |
| 0550947 | Pęciaki     | część wsi |
| 0550953 | Stanisławek | część wsi |

Biała Szlachecka jest wsią typu szeregowego, położoną na łagodnie pofałdowanym obszarze Wysoczyzny Bełchatowskiej, na terenie pociętym ciekami należącymi do systemu wodnego Niecieczy.

## Historia
Udokumentowane dzieje Białej Szlacheckiej sięgają roku 1398, kiedy to był wzmiankowany Ziemko z Białej (Zemko de Bala). W dokumentach z XVI w. Biała (Byala) występuje jako wieś w parafii Pajęczno, leżąca zgodnie z dokumentami z lat 1511–1518, w powiecie radomszczańskim i województwie sieradzkim. W latach 1552–1553 wymieniano Białą (Biala) jako włość szlachecką. Wtedy zapewne powstała obronna rezydencja.
Niegdyś dziedzictwo Marcina i Joachima Bielskich wyznania kalwińskiego. Marcin Wolski w wianie żony z rodziny Siemkowickich otrzymał Białą Szlachecką, od jej nazwy zaczął używać nazwiska Bielski. Ich dom Napoleon Orda uwiecznił w swoim Albumie widoków historycznych Polski na rysunku 28.
Na skraju wsi, nad przepływającym przez nią ruczajem, stał niegdyś obronny dwór, stanowiący siedzibę i miejsce pracy twórczej Marcina i Joachima Bielskich. Swoje gniazdo rodzinne zwali oni Albumą od łacińskiej nazwy Białej: Alba. W miejscu rezydencji znajdowała się szkoła (Obecnie położona w innym miejscu), otoczona z trzech stron dawnymi fosami – stawami. Dwór miał formę murowanej kamienicy o orientacyjnych wymiarach 15x21 m, usytuowanej na kopcu otoczonym nawodnionymi fosami. M. Baliński i T. Lipiński tak pisali o nim w połowie XIX w.: "dom obu tych zacnych mężów była to niewielka czworokątna z cegły budowa na niskie piętro wystawiona. Podczas rozruchów maksymiliańskich rota Stadnickiego spaliła dwór, potem Bielski odnowił. Potem znów pogorzał i teraz rudera [ ... ]".
W styczniu 1588 roku dwór został spalony przez oddział Stanisława "Diabła" Stadnickiego. Później obiekt odbudowano a w ruinie ponownie był w roku 1770. Świadczy o tym poniższy opis, zaczerpnięty ze sporządzonego wówczas inwentarza: "Dworu żadnego nie masz, tylko kamienica pusta, już pozawalana, chałupa dla folwarcznej gospodyni, chlewy, obory między któremi przejazd na podwórze. Te wszystkie budynki woda ze trzech stron oblewa". W 1820 roku obiekt został odbudowany i dopiero po II wojnie światowej ostatecznie rozebrany. Jeszcze w latach 50. XX w. istniały części piwniczne dawnego dworu. Obecnie pozostały tylko zachowane w większości ziemno-wodne elementy założenia obronnego.
Do dziś zachował się tutaj zarys rozległego, czworobocznego kopca o płaskiej powierzchni otoczonego z trzech stron wodami fos – stawów, założonych na drobnym dopływie Niecieczy. Powierzchnia kopca znajduje się na wysokości 1–1,5 m ponad lustrem wody w stawach. Wymiary poprzeczne kopca wynoszą około 120x80 m. Po stronie południowej kopiec sąsiaduje bezpośrednio z okolicznymi polami i łąkami.
W latach 1954–1972 wieś należała i była siedzibą władz gromady Biała. W latach 1975–1998 miejscowość należała administracyjnie do województwa piotrkowskiego.

## Zabytki
Według rejestru zabytków Narodowego Instytutu Dziedzictwa na listę zabytków wpisane są obiekty:
- kościół św. Jana Chrzciciela, drewniany, 2 poł. XVI w., nr rej.: 159-IX-5 z 7.07.1948 oraz 180 z 26.05.1967
- pozostałości dworu obronnego, na terenie szkoły podstawowej, XV/XVI w., nr rej.: 988-XVI-4 z 7.01.1960